# 勐仑石豆兰
勐仑石豆兰（学名：Bulbophyllum menglunense）为兰科石豆兰属下的一个种。

## 扩展阅读
- 維基物種上的相關：勐仑石豆兰